# Mărgăritești
Mărgăritești is een Roemeense gemeente in het district Buzău.
Mărgăritești telt 790 inwoners.